# الظهران (قفل شمر)

تعديل مصدري - تعديل

الظهران هي إحدى قرى عزلة بني جل بمديرية قفل شمر التابعة لمحافظة حجة، بلغ تعداد سكانها 563 نسمة حسب تعداد اليمن لعام 2004.